# Vester Egede Kirke
Vester Egede Kirke ligger i den lille landsby Vester Egede ca. 10 km V for Faxe og tæt på Gisselfeld Kloster (Region Sjælland).
Vester Egede Kirkes ældste bygningshistorie er ukendt, men sognet nævnes i Roskildebispens jordebog fra omkring 1370. Den 30. september 1672 fik ejeren af Gisselfeld Kloster, feltherre Hans Schack et gavebrev på, at så længe han og hans arvinger var ejere af Gisselfeld, ville kirken tilhøre hans slægt.
Vester Egede kirke var i Gisselfeld eje indtil den 22. april 1914.

## Eksterne kilder og henvisninger
- Wikimedia Commons har flere filer relateret til Vester Egede Kirke
- Vester Egede Kirke Arkiveret 31. januar 2011 hos  Wayback Machine på nordenskirker.dk
- Vester Egede Kirke på KortTilKirken.dk
- Vester Egede Kirke i bogværket Danmarks Kirker (udg. af Nationalmuseet)